# 春田整秀
春田 整秀（はるた よしひで、1938年（昭和13年）10月5日 - ）は、日本の政治家。元福岡県前原市（現・糸島市）長（2期）。

## 来歴
福岡県糸島郡前原町（のち前原市、現・糸島市）出身。1957年、福岡県立糸島高等学校卒。保育所を運営し、所長となる。前原市議会議員を経て、1995年、前原市長に当選。2期務める。2003年、落選。現在、社会福祉法人春陽会の理事長を務める。